# Mark LoMonaco
Mark S. LoMonaco (ur. 14 lipca 1971) – amerykański wrestler, znany z występów w Extreme Championship Wrestling (ECW) jako Buh Buh Ray Dudley i World Wrestling Federation / Entertainment (WWF / E), jako Bubba Ray Dudley. Obecnie po długiej przerwie, powrócił  do World Wrestling Entertainment. wraz z D-Von Dudley .
Wraz ze D-Von Dudleyem, LoMonaco był połową Tag Teamu The Dudley Boyz, później znanego już jako Team3D. Charakteryzowali się niekonwencjonalną odzieżą i stosowania stołów w swoich walkach, Dudley Boyz jest jednym z najbardziej udanych Tag teamów w historii wrestlingu, uznany za 23-krotnych World Tag team mistrzów. LoMonaco zdobył tytuły również w samodzielnej karierze wrestlera, jest ośmiokrotnym zdobywcą pasa mistrzowskiego WWF / E Champion Hardcore. Pomiędzy WWE, TNA, ECW i New Japan Pro Wrestling (NJPW), LoMonaco zdobył do tej pory łącznie 34 tytuły  mistrzostwskie.

## Mistrzostwa i osiągnięcia
- All Japan Pro Wrestling
  - World's Strongest Tag Team League (2005) – z Brother Devon

- Cauliflower Alley Club
  - Other honoree (1997) – z Brother Devon

- Extreme Championship Wrestling
  - ECW World Tag Team Championship 8 razy – z D-Von Dudley

- Hustle
  - Hustle Super Tag Team Championship (1 raz) – z Brother Devon

- New Japan Pro Wrestling
  - IWGP Tag Team Championship (2 razy) – z Brother Devon

- Pro Wrestling Illustrated
  - PWI Match of the Year (2000)  z D-Von Dudley vs. Edge z Christian vs The Hardy Boyz w Triangle Ladder match na WrestleMania 2000
  - PWI Match of the Year (2001) z D-Von Dudley vs. Edge i Christian vs The Hardy Boyz w Tables, Ladders, and Chairs match na WrestleMania X-Seven
  - PWI Tag Team of the Year (2001, 2009) z D-Von Dudley
  - PWI sklasyfikowało go na 30 miejscu z 500 najlepszych pojedynczych wrestlerów w 2001, 2002, i 2012 roku
  - PWI sklasyfikowało go na 354 miejscu z 500 najlepszych pojedynczych wrestlerów w 2003
- Total Nonstop Action Wrestling
  - NWA World Tag Team Championship (1 raz) – z Brother Devon
  - TNA World Heavyweight Championship (2 razy)
  - TNA World Tag Team Championship (2 razy) – z Brother Devon

- World Wrestling Federation / World Wrestling Entertainment
  - WCW Tag Team Championship (1 raz) – z D-Von Dudley
  - World Tag Team Championship (8 razy) – z D-Von Dudley
  - WWE Tag Team Championship (1 raz) – z D-Von Dudley
  - WWF/E Hardcore Championship (10 razy)